# Upłaziański Żleb

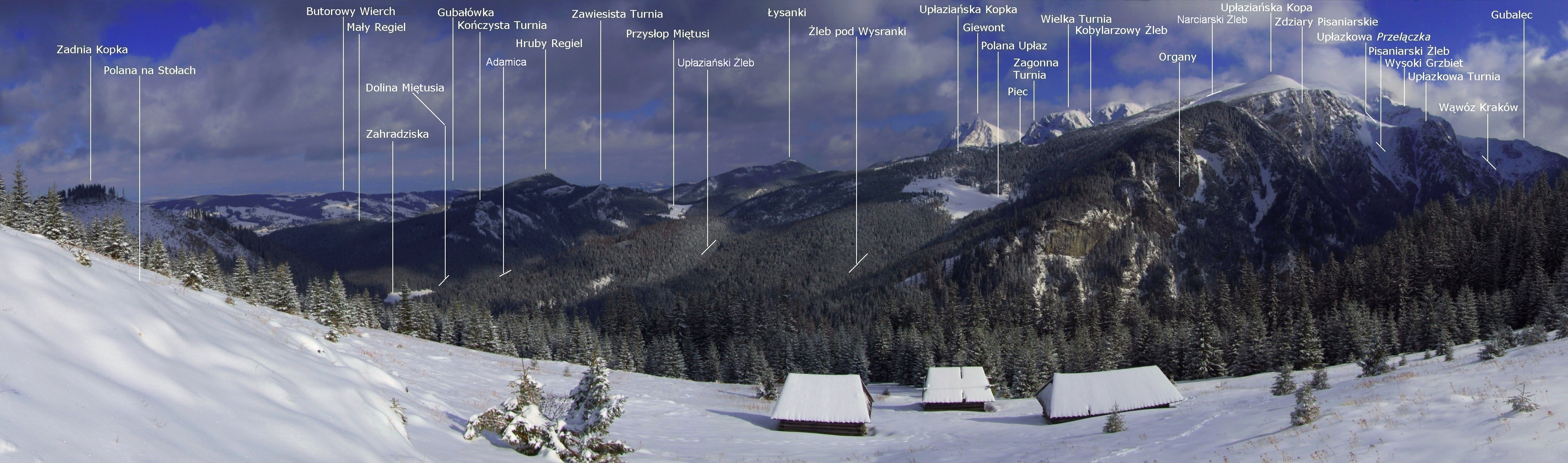
Widok z Polany na Stołach

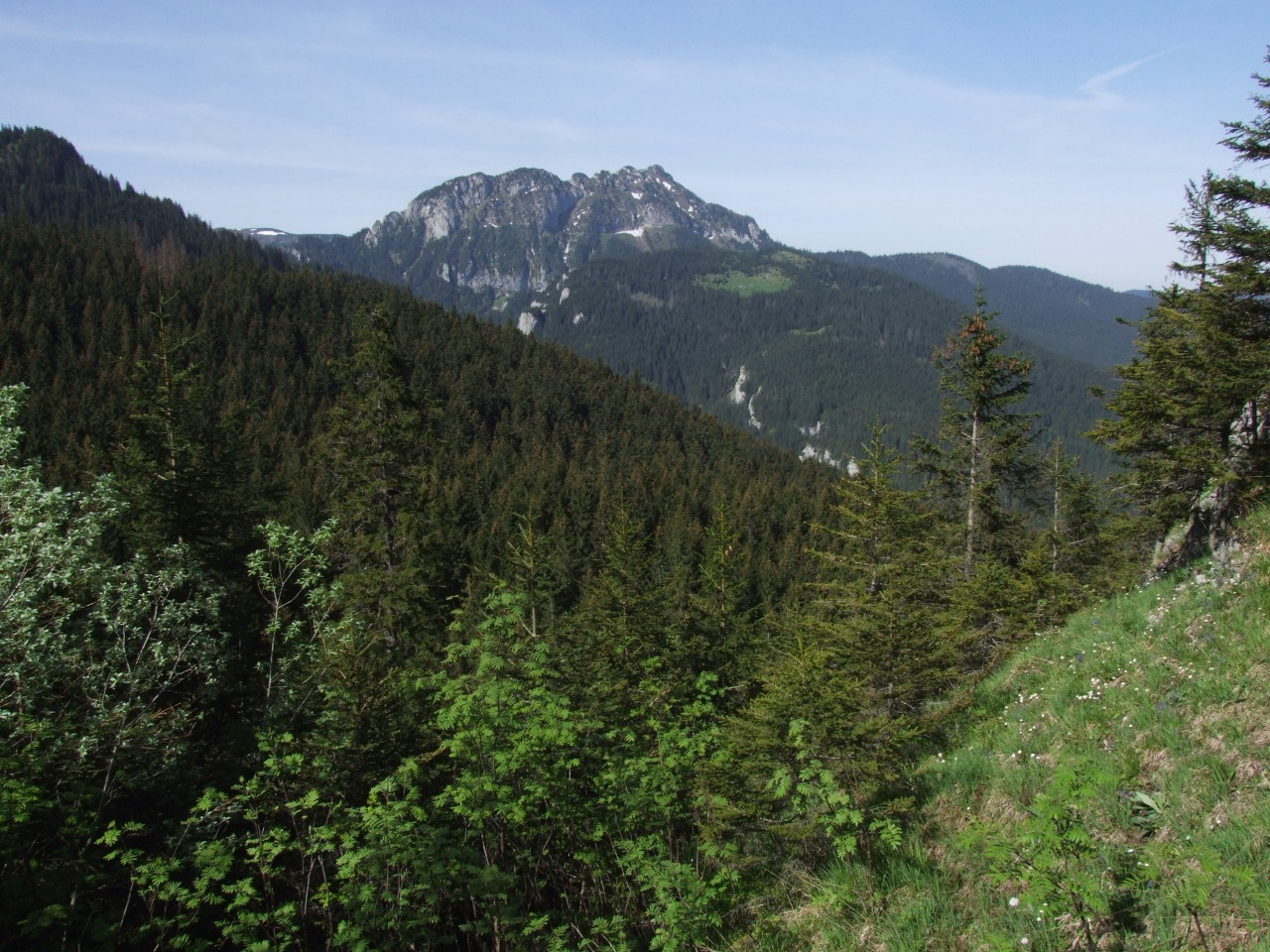
Górna część Upłaziańskiego Żlebu. W głębi Stoły i Kominiarski Wierch

Upłaziański Żleb – żleb w orograficznie prawych zboczach Doliny Kościeliskiej w Tatrach Zachodnich. Ma wylot przy górnym końcu polany Stare Kościeliska. Jest to kręty żleb wcinający się w południowo-zachodnie stoki Adamicy. Ma dwie, orograficznie lewe i krótkie odnogi schodzące z szerokiej grzędy oddzielającej Upłaziański Żleb od Żlebu pod Wysranki. Jest całkowicie zalesiony i prowadzi nim (z Doliny Kościeliskiej do połączenia z czerwonym znakowanym szlakiem na Czerwone Wierchy) nieznakowana ścieżka opisana w szczegółowym przewodniku Tatry Władysława Cywińskiego. Dolną częścią żlebu biegnie znakowany szlak turystyczny do udostępnionej turystycznie Jaskini Mroźnej.

## Szlaki turystyczne
– jednokierunkowy czarny szlak ze Starych Kościelisk do Jaskini Mroźnej. Po przejściu jaskini zejście inną ścieżką do Doliny Kościeliskiej naprzeciwko Sowy. Czas dojścia do jaskini: 30 min.